# Хуклек, Иван
Иван Хуклек (хорв. Ivan Huklek; род. 12 ноября 1996) — хорватский борец греко-римского стиля, участник Олимпийских игр.

## Карьера
Борьбой занимается с 2007 года в загребском спортивном клубе «Сесвете» под руководством тренера Славко Бенчича. Первый успех на юниорском уровне ему пришёл в июне 2016 года, когда на чемпионате Европы в Бухаресте он завоевал бронзовую медаль. В ноябре 2017 года в польском Быдгоще, проиграв в финале венгру Эрику Сильваши стал серебряным призёром чемпионата мира U23. Следующий успех на молодёжном уровне ему пришёл в Стамбуле в июне 2018 года, когда в финале чемпионата Европы U23 он проиграл азербайджанцу Исламу Аббасову и получил серебряную медаль. В марте 2019 года в сербском Нови-Саде стал бронзовым призёром чемпионата Европы U23. В конце июня 2019 года на Европейских играх в Минске в схватке за бронзовую медаль уступил венгру Виктору Лёринцу. В мае 2021 стал победителем на мировом Олимпийском квалификационном турнире, который состоялся в Софии, что позволило ему завоевать лицензию на участие в Олимпийских играх в Токио. На Олимпиаде на пути к полуфиналу победил Джона Стефановича из США (5:3) и Рустама Ассакалова из Узбекистана (4:1), в полуфинале встречался с украинцем Жаном Беленюком, которому уступил со счетом 1:7, в схватке за бронзовую награду проиграл Зурабу Датунашвили, который представлял Сербию (1:6), в итоге занял 5 место.

## Достижения
- Чемпионат Европы по борьбе среди юниоров 2016 — ;
- Чемпионат мира по борьбе U23 2017 — ;
- Чемпионат Европы по борьбе U23 2018 — ;
- Чемпионат Европы по борьбе U23 2019 — ;
- Европейские игры 2019 — 5;
- Олимпийские игры 2020 — 5;

## Личная жизнь
В апреле 2021 года потерял сестру Марту, которая скончалась в возрасте 11 лет.